# Renfrew, Ontario
Renfrew är en ort i Kanada.   Den ligger i provinsen Ontario, i den sydöstra delen av landet, 80 km väster om huvudstaden Ottawa. Renfrew ligger 128 meter över havet och antalet invånare är 8 018.
Terrängen runt Renfrew är platt. Runt Renfrew är det glesbefolkat, med 13 invånare per kvadratkilometer.. Renfrew är det största samhället i trakten. 
Omgivningarna runt Renfrew är en mosaik av jordbruksmark och naturlig växtlighet.